# Totenhand

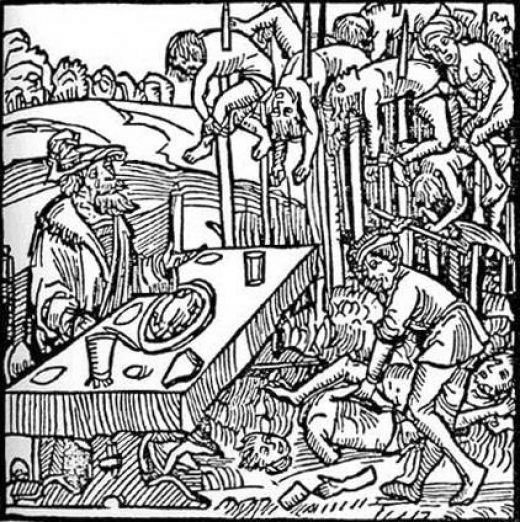
Zerstückelung von Hingerichteten

Als Totenhand bezeichnet man die abgetrennte Hand eines Verstorbenen, vorwiegend von Hingerichteten, die als Mittel in der Volksmedizin Europas und als Talisman verwendet wurde. Magische Rituale und Heilmethoden mit einer Totenhand gehören volkskundlich den Gebräuchen des sogenannten Blutaberglaubens an, nach dem Leichenteilen und -säften von Menschen und Tieren besondere Kräfte zugesprochen wurden. Aufgrund geringer Verfügbarkeit von Totenhänden wurden die Praktiken auch mit einzelnen Totenfingern durchgeführt. Um an Totenhände zu gelangen, trennte man diese oft unmittelbar nach den Hinrichtungen ab. Da Plünderungen von Richtstätten und das Abtrennen von Körperteilen für magisch-heilende Zwecke nicht selten waren, wurden beispielsweise Gehenkte polizeilich bewacht oder staatliche Stellen versuchten durch besondere Erlasse die Entwendung von Leichenteilen zu verhindern. Totenhände gelangten trotzdem in größerem Umfang auch in Apotheken, da Scharfrichter mit ihrem Verkauf zusätzliche Einnahmen erzielten. Im 19. Jahrhundert deckte der massenhafte Import von ägyptischen Mumien die Nachfrage an Totenhänden im Apothekenhandel; nicht einzeln verkäufliche Mumienteile wurden als Pulver (Mumia vera) bis in das 20. Jahrhundert angeboten. Mumifizierte oder feuchtkonservierte Totenhände waren häufige Sammlungsobjekte in alchemistischen Sammlungen und Naturalienkabinetten.

## Totenhand in der Medizin

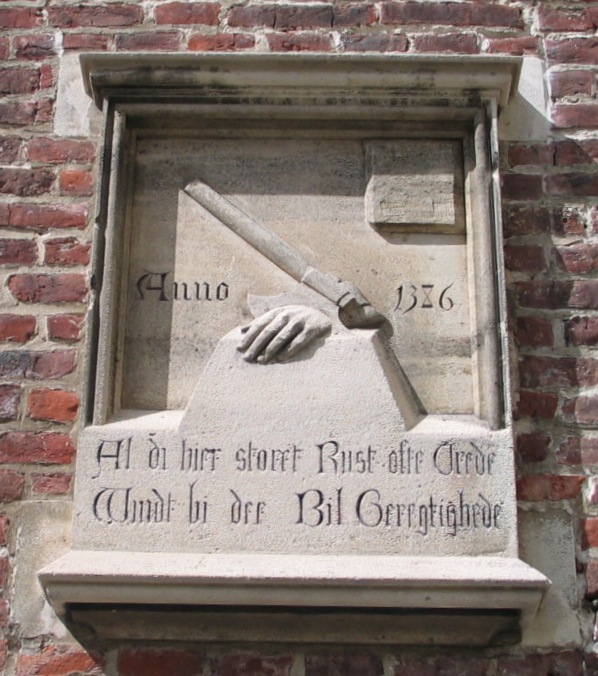
Hand auf dem Richtblock. Gedenktafel am Schloss von Gaasbeek-Lennik (Belgien)

Die Totenhand repräsentierte als pars pro toto den gesamten toten Körper, insbesondere die ursprüngliche Fähigkeit des händischen „Tätigseins“, sozusagen als Symbol einer noch bestehenden Handlungsfähigkeit. Diese vermutete aktive Komponente der Totenhand wurde in der Volksmedizin zur Behandlung ganz verschiedener Erkrankungen angewandt, wobei man einen Übergang der krankmachenden Ursachen vom Patienten auf die Totenhand annahm. Die Totenhand diente als letztes Mittel „zur Beseitigung von Feuermalen, bösartigen Geschwüren, Krebsleiden und Flechten (nichtinfektiöse Hautkrankheiten) galten, welche man damit bestrich, damit sie ebenso dahinschwinden sollen, wie nachher in der Erde die Totenhand verwest“. Aber auch Zahnschmerzen, Rheuma und Überbeine sollten durch das Bestreichen mit einer Totenhand verschwinden. Dabei galten Hände von toten Kindern (auch ohne abgetrennt zu sein) als besonders heilkräftig und wurden bei Halsgeschwüren und dem sogenannten Kropf (Struma) angewandt.
Aufgrund eines in den Leichenteilen von Hingerichteten offenbarten, heidnischen Opferrituals ging man davon aus, dass vorrangig die Leichenteile und das Blut von Hingerichteten Schutz- und Heilwirkung besaßen. Dies war der Grund, warum das Publikum bei Hinrichtungen oft tumultartig um das Blut der Opfer stritt. Es wurden aber auch im Sinne eines christlichen Opfermythos Handreliquien von Heiligen bei der Bitte um Heilung verehrt. Handreliquien sind bekannt von der Seligen Edigna von Puch und dem Heiligen Blasius von Sebaste.

## Totenhand als Schutz-Talisman
Hände und Finger von Hingerichteten haben als heidnisches Symbol einer „Theilhabe an diesem Sühnopfer durch Aneignung irgend eines leiblichen Theils“ auch glücksbringende und schützende Eigenschaften. Totenhände würden über die Fähigkeit verfügen, verschlossene Türen und Schlösser zu öffnen oder als Schutzfetisch Diebe abzuhalten. Adolf Wuttke schreibt hierzu:

„Alles, was von einem Hingerichteten herrührt, ist glücksbringend: ein Fingerglied oder ein anderes Knöchelchen eines ‚armen Sünders‘, in dem Geldbeutel aufbewahrt, schafft reichlich Geld und läßt den Beutel nie leer werden; trägt man es bei sich, so schützt es vor Ungeziefer, und schützt den Dieb, daß der Bestohlene nicht aufwacht (...) ein Diebesdaumen neben oder unter die Waaren gelegt, verschafft dem Kaufmann Glück.“

## Totenhand in der Kunst
In der Literatur erscheint das Motiv der Totenhand vielfältig, sei es als Ausdruck dämonischer Macht oder Besitzergreifung oder als Ausdruck des Rachegedankens, wenn die Hand eines Ermordeten seinen Mörder anklagt. Letzteres ist beispielsweise in Richard Wagners Oper Götterdämmerung der Fall, als Hagen König Gunther erschlägt und sich Siegfrieds abgeschlagene Hand mitsamt dem magischen Ring aneignen will. Diese erhebt sich daraufhin drohend, um Hagen als Mörder Siegfrieds anzuklagen. Die „Klage mit der toten Hand“ war nach germanischem Rechtsbrauch eine Möglichkeit, um mit abgetrennter Hand oder abgetrenntem Finger des mutmaßlich Ermordeten eine Mordanklage vor Gericht zu bringen. Körperteile von Opfern mit dieser rechtlichen Stellvertreterfunktion nannte man auch Leibzeichen.
Als Bestandteil archetypischer Zaubertränke sind Hände oder Finger oft unverzichtbar, so auch in William Shakespeares Macbeth, wenn die drei Hexen unter vielen weiteren Zutaten auch auf abgetrennte Finger im Kessel nicht verzichten mögen:

„Finger of birth-strangl'd babe/ Ditch-deliver'd by a drab/ Make the gruel thick and slab.“

In den deutschen Übersetzungen von Dorothea Tieck oder Christoph Martin Wieland heißt es hier „Hand des gleich erwürgten Knaben, Den die Metz gebar im Graben“ beziehungsweise „Hand vom Kind, erwürgt mit Schnur/Dreckgeborn von einer Hur’/Macht die Brühe prächtig pur.“
Die bewegliche Totenhand ist ein oft bemühtes Motiv in Mumien- und Horrorfilmen. Eine bekannte Thematisierung findet sich in dem expressionistischen Horrorfilm Orlac’s Hände von 1924, der auf dem Roman Les Mains d’Orlac von Maurice Renard basiert und mehrfach neuverfilmt wurde. In ihrer persiflierten Form erscheint die Totenhand als „Eiskaltes Händchen“ (im englischen Original „Thing T. Thing“) in der Verfilmung The Addams Family nach den Comics von Charles Addams aus den 1930er-Jahren.

## Totenhände in bestehenden Sammlungen

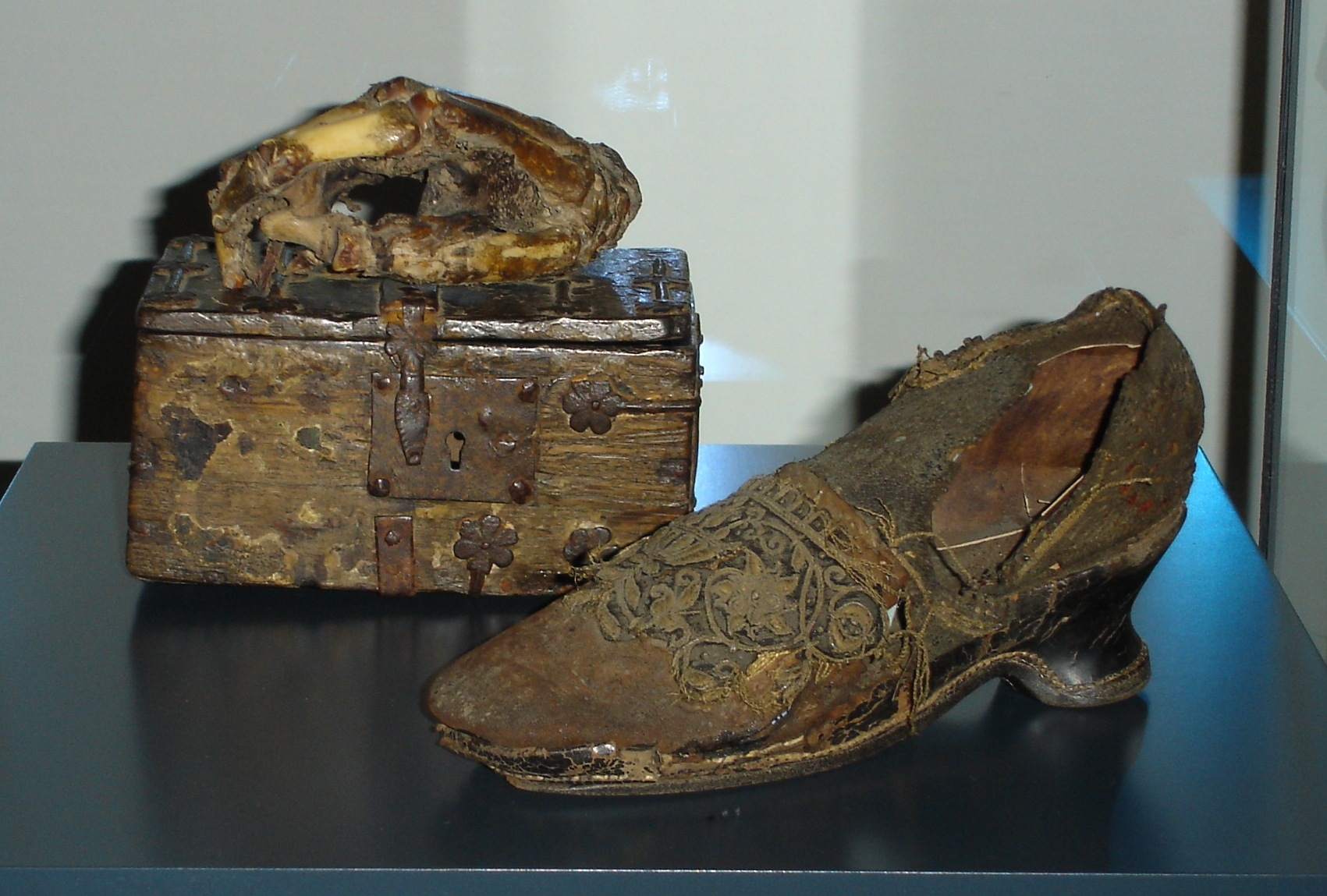
Abgeschlagene Totenhand und Pantoffel im Rathaus von Münster

Mumifizierte Totenhände gelangten aus älteren Naturalienkabinetten oder als Zufallsfund bei Abbrucharbeiten in heutige Sammlungen. Bekannt ist die mumifizierte „Schwarze Hand“ aus Schloss Hohenlimburg. Nach einem Blitzeinschlag 1811 und den nachfolgenden Abbrucharbeiten der ausgebrannten Turmhaube fand man die Totenhand als eingemauertes Relikt. Unklar ist, ob es sich um einen Schutzzauber oder ein nicht mehr benötigtes Leibzeichen handelt. Die sogenannte „Goslarer Mumienhand“, die 1708 auf dem Dachboden des Rathauses von Goslar gefunden wurde, ist nach ersten Untersuchungen eher eine Totenhand aus einem Strafprozess.